# Opportunity
Opportunity, también conocido como MER-B (Mars Exploration Rover – B) o MER-1, es un robot rover en el planeta Marte activo desde 2004 hasta 2018. Fue el segundo de los dos vehículos robóticos de la NASA que aterrizaron con éxito en el planeta Marte en 2004. El vehículo aterrizó el 25 de enero de 2004 a las 05:05 TUC, MSD 46236 14:35 AMT, 18 Scorpius 209 Dariano. Su gemelo, MER-A (Spirit), había aterrizado en Marte tres semanas antes, el 3 de enero de 2004. Ambos robots forman parte del 'Programa de Exploración de Marte' de la NASA.
Entre varios hitos importantes de la misión, se encuentra el examen de meteoritos extramarcianos como el Heat Shield Rock, dos años de investigación en el cráter Victoria. El rover sobrevivió múltiples tormentas de arena y en 2011 llegó al cráter Endeavour, el cual era su segundo sitio de aterrizaje. En julio de 2014, rompió el récord de mayor distancia recorrida en un cuerpo celeste, superando al Lunojod 2, en su vida recorrería más de 45 kilómetros.
Debido a las tormentas de polvo de 2018 en Marte, Opportunity dejó de comunicarse el 10 de junio y entró en hibernación el 12 de junio de 2018. Se esperaba que se reiniciara una vez que la atmósfera se despejara, pero no lo hizo, lo que sugiere una falla catastrófica o que una capa de polvo ha cubierto sus paneles solares. La NASA esperaba restablecer el contacto con el rover, citando un período ventoso que podría limpiar los paneles solares del rover. Los oficiales de la NASA declararon que la misión de Opportunity se completó el 13 de febrero de 2019 después de no responder a las múltiples señales enviadas desde agosto de 2018.

## Objetivos de la misión
Los objetivos científicos de la misión Mars Exploration Rover fueron:
- Buscar y caracterizar una variedad de rocas y regolitos que contengan pistas sobre la actividad del agua en el pasado. En particular, las muestras buscadas incluyen aquellas que tienen minerales depositados por procesos relacionados con el agua como precipitación, evaporación, cementación sedimentaria o actividad hidrotermal .
- Determinar la distribución y composición de minerales, rocas y regolitos que rodean los sitios de aterrizaje.
- Determinar qué procesos geológicos han dado forma al terreno local. Dichos procesos podrían incluir erosión hídrica o eólica, sedimentación, mecanismos hidrotermales, vulcanismo y cráteres.
- Realizar la validación de las observaciones de superficie realizadas por los instrumentos de la  Mars Reconnaissance Orbiter. Esto ayudará a determinar la precisión y eficacia de varios instrumentos que examinan la geología marciana desde la órbita.
- Buscar minerales que contengan hierro, identificar cantidades relativas de tipos de minerales específicos que contienen agua o se formaron en el agua, como los carbonatos que contienen hierro.
- Caracterizar la mineralogía y texturas de rocas y regolitos y determinar los procesos que los crearon.
- Buscar pistas geológicas sobre las condiciones ambientales que existían cuando había agua líquida.
- Evaluar si esos entornos son propicios para la vida.

## Diseño y construcción del rover
El rover Opportunity, al igual que su gemelo Spirit, tenía los siguientes instrumentos científicos: 
| Instrumento                                          | Trabajo principal | Localización | Procedencia                                                 |
| ---------------------------------------------------- | --- | --- | ----------------------------------------------------------- |
| Pancam                                               | Tomar imágenes panorámicas en color de la superficie marciana, el sol y el cielo. | Montado en el mástil del rover a 1,5 m de altura | Universidad Estatal de Arizona Tempe, Arizona               |
| MI (Microscopic Imager)                              | Proporcionar vistas microscópicas en primer plano en blanco y negro de rocas y suelos. | Montado en la torreta al final del brazo robótico. | Servicio Geológico de los Estados Unidos Flagstaff, Arizona |
| Mini-TES (Espectrómetro de Emisión Térmica)          | Determinar la mineralogía de rocas y suelos a distancia detectando sus patrones de radiación térmica. | Principalmente dentro del cuerpo del rover. El mástil de la cámara del rover funciona como periscopio para Mini-TES. | Universidad Estatal de Arizona Tempe, Arizona               |
| MEGABYTE (espectrómetro Mössbauer)                   | Identificar minerales que contienen hierro, proporcionando información sobre las condiciones ambientales tempranas de Marte.                                                                                            | Unido a la torreta al final del brazo del rover | Johannes Gutenberg-University Maguncia, Alemania            |
| APXS ( espectrómetro de rayos X de partículas alfa ) | Determinar los elementos que componen las rocas y los suelos, proporcionando información sobre la formación de la corteza, los procesos de meteorización y la actividad del agua en Marte.                              | Unido a la torreta al final del brazo del rover | Max Planck Inst. für Chemie Maguncia, Alemania              |
| RAT (Rock Abrasion Tool)                             | Perforar el suelo y rocas para eliminar el polvo y la roca erosionada, exponiendo la roca fresca debajo. | Unido a la torreta al final del brazo del rover | Honeybee Robotics Brooklyn, Nueva York                      |
| Magnet Array                                         | Recolectar el polvo en el aire para analizarlo con los instrumentos científicos. | Siete imanes en cada rover: la herramienta Rock Abrasion Tool (RAT) transporta cuatro imanes; dos imanes (un imán de captura y un imán de filtro) están montados en la parte frontal del rover; otro imán (imán de barrido) está montado en la parte superior de la plataforma del rover a la vista de la Pancam. | NASA, JPL                                                   |
| Objetivos de calibración                             | Objetos con propiedades conocidas que actúan como puntos de referencia para ayudar a los científicos a ajustar las observaciones no solo de los generadores de imágenes sino también de otros instrumentos científicos. | Sobre la cubierta del Rover | NASA, JPL                                                   |

## Energía
El rover utiliza una combinación de células solares y una batería química recargable.  Esta clase de rover tiene dos baterías de litio recargables, cada una compuesta por 8 celdas con una capacidad de 8 amperios-hora.
Producción de energía del Opportunity
| Fecha                               | Watt-horas |
| ----------------------------------- | ---------- |
| Sol 3376 (23 de julio de 2013)      | 431        |
| Sol 3384 (31 de julio de 2013)      | 395        |
| Sol 3390 (6 de agosto de 2013)      | 385        |
| Sol 3430 (16 de septiembre de 2013) | 346        |
| Sol 3452 (9 de octubre de 2013)     | 325        |
| Sol 3472 (30 de octubre de 2013)    | 299        |
| Sol 3478 (5 de noviembre de 2013)   | 311        |
| Sol 3494 (21 de noviembre de 2013)  | 302        |
| Sol 3507 (5 de diciembre de 2013)   | 270        |
| Sol 3534 (1 de enero de 2014)       | 371        |
| Sol 3602 (12 de marzo de 2014)      | 498        |
| Sol 3606 (16 de marzo de 2014)      | 615        |
| Sol 3621 (1 de abril de 2014)       | 661        |
| Sol 3676 (27 de mayo de 2014)       | 764        |
| Sol 3710 (1 de julio de 2014)       | 745        |
| Sol 3744 (5 de agosto de 2014)      | 686        |
| Sol 3771 (2 de septiembre de 2014)  | 713        |
| Sol 3805 (7 de octubre de 2014)     | 640        |
| Sol 3834 (6 de noviembre de 2014)   | 505        |
| Sol 3859 (1 de diciembre de 2014)   | 468        |

| Fecha                               | Watt-horas |
| ----------------------------------- | ---------- |
| Sol 3894 (6 de enero de 2015)       | 438        |
| Sol 3921 (3 de febrero de 2015)     | 484        |
| Sol 3948 (3 de marzo de 2015)       | 545        |
| Sol 3982 (7 de abril de 2015)       | 559        |
| Sol 4010 (5 de mayo de 2015)        | 508        |
| Sol 4055 (21 de junio de 2015)      | 477        |
| Sol 4084 (20 de julio de 2015)      | 432        |
| Sol 4119 (25 de agosto de 2015)     | 404        |
| Sol 4153 (29 de septiembre de 2015) | 352        |
| Sol 4180 (27 de octubre de 2015)    | 332        |
| Sol 4201 (18 de noviembre de 2015)  | 376        |
| Sol 4221 (8 de diciembre de 2015)   | 407        |
| Sol 4246 (3 de enero de 2016)       | 449        |
| Sol 4275 (2 de febrero de 2016)     | 498        |
| Sol 4303 (1 de marzo de 2016)       | 585        |
| Sol 4337 (5 de abril de 2016)       | 650        |
| Sol 4377 (16 de mayo de 2016)       | 672        |
| Sol 4398 (7 de junio de 2016)       | 637        |
| Sol 4425 (5 de julio de 2016)       | 644        |
| Sol 4457 (7 de agosto de 2016)      | 607        |
| Sol 4486 (5 de septiembre de 2016)  | 476        |
| Sol 4514 (4 de octubre de 2016)     | 472        |
| Sol 4541 (1 de noviembre de 2016)   | 390        |
| Sol 4575 (6 de diciembre de 2016)   | 372        |

| Fecha                              | Watt-horas |
| ---------------------------------- | ---------- |
| Sol 4602 (3 de enero de 2017)      | 520        |
| Sol 4636 (7 de febrero de 2017)    | 414        |
| Sol 4663 (6 de marzo de 2017)      | 441        |
| Sol 4691 (4 de abril de 2017)      | 415        |
| Sol 4718 (2 de mayo de 2017)       | 405        |
| Sol 4752 (6 de junio de 2017)      | 362        |
| Sol 4786 (11 de julio de 2017)     | 352        |
| Sol 4814 (8 de agosto de 2017)     | 319        |
| Sol 4841 (5 de septiembre de 2017) | 285        |
| Sol 4875 (10 de octubre de 2017)   | 339        |
| Sol 4909 (14 de noviembre de 2017) | 393        |
| Sol 4934 (10 de diciembre de 2017) | 408        |
| Sol 4970 (16 de enero de 2018)     | 525        |
| Sol 4991 (8 de febrero de 2018)    | 628        |
| Sol 5025 (13 de marzo de 2018)     | 679        |
| Sol 5052 (10 de abril de 2018)     | 694        |
| Sol 5079 (8 de mayo de 2018)       | 667        |
| Sol 5100 (29 de mayo de 2018)      | 652        |
| Sol 5105 (3 de junio de 2018)      | 468        |
| Sol 5106 (4 de junio de 2018)      | 345        |
| Sol 5107 (6 de junio de 2018)      | 133        |
| Sol 5111 (10 de junio de 2018)     | 22         |

## Aterrizaje

El Opportunity se aproxima a Marte.

El Opportunity aterrizó en Meridiani Planum en las coordenadas 354,4742º E 1,9483º S, aproximadamente a 24 km al este de su blanco inicial. Aunque Meridiani es un lugar llano, sin campos de rocas, el Opportunity —tras rebotar 26 veces contra la superficie del suelo marciano— rodó hasta caer en un pequeño cráter de aproximadamente 20 m de diámetro. El 28 de enero de 2004 la NASA anunció que el lugar de aterrizaje ahora se llama 'Challenger', en honor a los siete astronautas muertos en 1986, cuando el transbordador explotó poco después del lanzamiento en la misión Challenger (STS-51L).

## La duración de la misión
La duración de la misión original para Opportunity era de 90 días marcianos. Muchos miembros de la misión esperaban que pudieran funcionar más tiempo, y el 8 de abril de 2004 la NASA anunció que apoyaba la extensión de la misión hasta septiembre de 2004, dotándola con fondos y mano de obra.
En julio de 2004, los encargados de la misión empezaron a hablar de extender la misión incluso más allá de los 250 días. Si los robots pudieran sobrevivir el invierno, muchas de las metas científicas más interesantes se podrían conseguir. En 2017, tras más de 13 años en Marte, el Opportunity continuaba sus labores de investigación.
El 13 de febrero de 2019 se declara el fin de la misión.

## Los hechos y los descubrimientos (2004)

### La primera panorámica
La vista panorámica de 360° la tomó la cámara de navegación del robot poco después de tocar suelo marciano en Meridiani Planum, en Marte. El robot está en un pequeño cráter de 20 m de diámetro y cerca de un afloramiento rocoso. En las imágenes tomadas durante la caída se ve otro cráter cercano (Endurance).

### Opportunity aterriza en un cráter
El interior de un cráter que rodea el Opportunity en Meridiani Planum se puede ver en esta imagen en color de la cámara panorámica del robot. Era el lugar de desembarco más oscuro visitado por una nave espacial en Marte. El margen del cráter estaba a unos 10 m del robot. El cráter donde se halla el robot tiene 21 m de diámetro × 3 m de profundidad.
Los científicos se muestran intrigados por la abundancia de afloramientos de piedra dispersa a lo largo del cráter, así como la tierra del cráter que parecía ser una mezcla de granos grises y rojizos. Los científicos de la NASA se muestran muy entusiasmados al aterrizar en un cráter lo que ellos llamaron "hoyo de saque desde 450 millones de km" comentó Steven Squyres, utilizando un término de golf. Al cráter se le llamó Cráter Águila.

### El afloramientoOpportunity Ledge
El afloramiento de rocas cerca del Opportunity lo captó la cámara en la primera panorámica y es la primera roca desnuda que se ve sobre Marte. Los científicos creen que las piedras surgieron en esta zona y o bien son depósitos de ceniza volcánica o sedimentos formados por viento o agua, lo que constituye un "Cofre del tesoro" geológico. Se le llamó Opportunity Ledge porque estas rocas estratificadas a solo 8 m del Opportunity constituyen una oportunidad única. Estas rocas surgieron en la zona y no como en el caso del Spirit.
Estos depósitos miden solo 10 cm de alto y los estratos son "de grosor menor que un dedo", solo unos mm de espesor en algunos casos. Para los geólogos, las piedras probablemente se originaron de sedimentos llevados por el agua o al depositarse ceniza volcánica. Si las rocas son sedimentarias, el agua es una fuente más probable que el viento.
En el Sol 15, los orbiter localizan y fotografían al Opportunity en su propio cráter. Se ha desplazado 4 m acercándose a la roca Montaña de Piedra  en el área del afloramiento del cráter. Al subir ligeramente la pendiente pudo mirar por encima del borde del cráter y ver su paracaídas y escudo de protección que se hallan a 440 m.
Se trata de un terreno muy suelto con granos muy finos o polvo, en contraste con la arenisca de la Tierra que se forma con granos bastante grandes y aglomerados. El robot ha resbalado varias veces porque el terreno es muy suelto.
Está sembrado de pequeñas esferas grisáceas (esférulas) que están también "incrustadas en los delgados estratos en avanzado grado de erosión". El afloramiento tiene varias veces más azufre que en cualquier otro lugar investigado en Marte.
Una imagen recibida el 10 de febrero (Sol 16) muestra que las capas delgadas en el lecho de roca, no son siempre paralelas. Estas líneas no paralelas dan pistas de algún "cambio en el ritmo" bajo el flujo volcánico, viento o agua cuando se formaron las rocas. Estas capas con líneas que convergen es un descubrimiento significativo para los científicos que planearon esta misión y sirven para probar rigurosamente la hipótesis del agua.
El 19 de febrero, el Opportunity se enfocó en el Opportunity Ledge; un blanco específico en el afloramiento es la piedra conocida como El Capitán que se seleccionó para una intensa investigación. Las porciones superiores e inferior de la roca parecen diferir en cuanto a sus características. El Opportunity alcanzó El Capitán en el Sol 27 y obtuvo dos fotos con su cámara panorámica.
El Capitán debe su nombre a una montaña en Texas, pero en Marte, tiene aproximadamente 1 dm de alto. Las porciones superiores e inferiores de El Capitán tiene texturas diferentes, y se espera que ambas zonas puedan proporcionar pistas sobre la escala de tiempo geológica de Marte. Dos días después de llegar, en el sol 29, los científicos encontraron en la roca "El Capitán" marcas que podrían significar la prueba de la existencia en un pasado de agua. En el Sol 30, el Opportunity usó por primera vez el RAT para investigar las rocas cercanas a  El Capitán.  La herramienta RAT ("Rock Abrasion Tools") o instrumento de abrasión de roca, se encarga de hacer agujeros en las rocas marcianas.

### El Opportunity excava una zanja
Durante el Sol 23 (el 16 de febrero de 2004), Opportunity abrió con éxito zanjas en la tierra en Hematite Slope y empezó a investigar los detalles del subsuelo. El robot apartó la tierra alternadamente hacia adelante y hacia atrás fuera de la zanja con su rueda delantera mientras las otras ruedas mantenían al robot en su sitio. El robot giró un poco alternativamente a derecha e izquierda para ensanchar el agujero. El proceso duró 22 minutos. La zanja resultante tiene aproximadamente 5 dm × 1 dm de profundidad. Dos rasgos que llamaron la atención de los científicos son la textura grumosa de la tierra en la pared superior de la zanja y el brillo del suelo en la parte honda de la zanja.
Inspeccionando los lados y el suelo de la zanja, notaron que las esférulas son más brillantes y el polvo está formado por un grano tan fino que el microscopio del robot no puede detallar las partículas individuales que lo componen, indicando que lo que hay debajo es diferente a lo que está en la superficie.

### Evidencias de agua
Durante la conferencia de prensa del 2 de marzo de 2004 los científicos de la misión hablaron de sus conclusiones sobre las evidencias de la presencia de agua líquida durante la formación de las rocas en el lugar de amartizaje del Opportunity.
Steven Squyres dijo:[cita requerida] "El agua líquida fluyó alguna vez por estas rocas; cambió su textura, cambió su química y ahora hemos sido capaces de leer las huellas que dejó". No se sabe si por allí hubo un lago, un mar o simplemente fluía un río. Pero advirtió que con los datos que se tienen se ignora cuando ocurrió, no se sabe la extensión de los mares u océanos, ni su duración. Para James Garvin, responsable del programa: "Hemos enviado dos robots a Marte para averiguar si en algún momento, gracias al agua, hubo un entorno adecuado para la vida. Ahora tenemos serios indicios de que sí." En los hallazgos han sido claves los espectrómetros alemanes de partículas alfa y el Mossbauer, que es capaz de determinar no los elementos presentes en una roca sino los minerales. Los científicos presentaron el razonamiento siguiente para explicar las pequeñas marcas tubulares como huecos en las rocas, visibles en la superficie y después de taladrar dentro de ellas. Los geólogos las asocian en la Tierra a lugares donde se han formado cristales de sal en rocas sumergidas en agua. Después cuando a través de los procesos erosivos, o disueltas en agua menos salada los cristales desaparecen, quedan las marcas. Algunos de los rasgos son consistentes con ciertos tipos de cristales de minerales de sulfato.

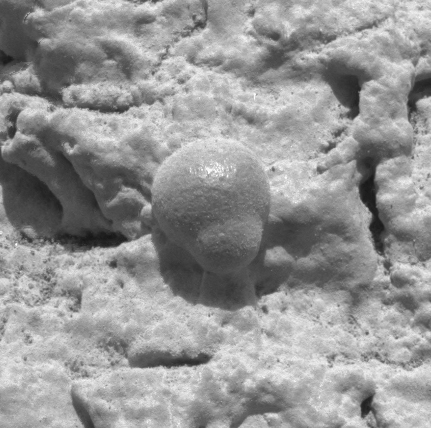
Imagen de cavidades en una roca marciana (sol 29)

Steven Squyres dijo[cita requerida] que hay tres líneas analíticas de los datos, y aunque no están seguros del todo la combinación de ellas, refuerza la conclusión del agua líquida:
1. Las esférulas podrían tener un origen volcánico, haberse formado por gotas solidificadas tras un impacto meteórico, o ser concreciones minerales acumuladas en las rocas por contacto de la roca con una solución acuosa. El hecho de que dichas esférulas no estén distribuidas en capas en la roca sino aleatoriamente descarta las primeras dos posibilidades.
2. El descubrimiento en la roca de minúsculas marcas tubulares. Estas cavidades tienen un centímetro de longitud y 2,5 mm de ancho y pocos mm de profundidad y los geólogos las asocian en la Tierra a lugares donde se han formado cristales de sal en rocas sumergidas en agua. Después cuando a través de los procesos erosivos, o disueltas en agua menos salada los cristales desaparecen, quedan las pequeñas marcas.
3. La composición de las rocas analizadas muestra una alta concentración en sales de azufre. En 'El Capitán' se han encontrado una alta concentración de magnesio, hierro y sales sulfatadas. También se han encontrado sales de cloruros y bromuros.

Otro punto importante que apunta en la misma dirección del agua líquida, son las capas que se aprecian en las fotos tomadas por el Opportunity en las paredes del cráter, explicó John Grotzynger, geólogo del Instituto Tecnológico de Massachusetts. Estas capas pueden deberse a la acción del agua o del viento aunque los científicos se inclinan por la primera hipótesis.

### La jarosita
El espectro obtenido de la roca El Capitán  por medio del espectrómetro de Mossbauer, demuestra la existencia de jarosita. Los datos Mini-TES de la misma piedra mostraron que consiste en una cantidad considerable de sulfatos. La jarosita es un sulfato rico en hierro hidratado. Su fórmula química es (SO4)2KFe3(OH) 6 y constituye una prueba geológica y mineralógica de extraordinaria importancia pues este tipo de rocas en la Tierra se interpretan como formaciones en medios altamente alterados por el agua o sumergidos. Su presencia refuerza la idea de que Río Tinto (Huelva) es un laboratorio natural que recrea Marte en la Tierra pues allí también se encuentran la jarosita y hematita. Tiene unas aguas ácidas cargadas de óxido de hierro, que le dan su característico color, y metales pesados y no obstante en este ambiente hostil existe la vida.
Al otro lado del planeta, en diciembre de 2004 en el cráter Gusev, el robot Spirit encontró pruebas de la existencia de goethita un mineral que se forma en presencia de agua o vapor de agua.

### La hematita
Los científicos saben de la existencia de la hematita gris en Marte desde que en 1998, la Mars Global Surveyor encontró zonas con grandes concentraciones del mineral cerca del ecuador del planeta (ver imagen izquierda). Este descubrimiento proporcionó la primera evidencia mineral de que la historia de Marte podía haber incluido el agua. La hematita gris que abunda en la Tierra es un mineral brillante, con irisaciones metálicas. Este mineral que es óxido de hierro (Fe2O3) hidratado adquiere su nombre de la palabra griega sangre, pues presenta un color rojo de herrumbre cuando se encuentra en forma de polvo. En la Tierra se forma como un precipitado en agua líquida abundando en el fondo de los lagos.
La zona elegida para el aterrizaje del Opportunity, según los datos aportados por MGS, es rica en hematita gris un mineral de hierro que se suele formar en presencia de agua o por vulcanismo. El origen del mineral es lo que interesa, si la hematita se presenta en conglomerados, como estratos o en forma de cristales. Saber cómo la hematita se formó en Marte puede ayudar a científicos a caracterizar la historia pasada y determina si ese ambiente mantuvo las condiciones favorables para la vida.

### Los Gránulos esféricos (Esférulas)

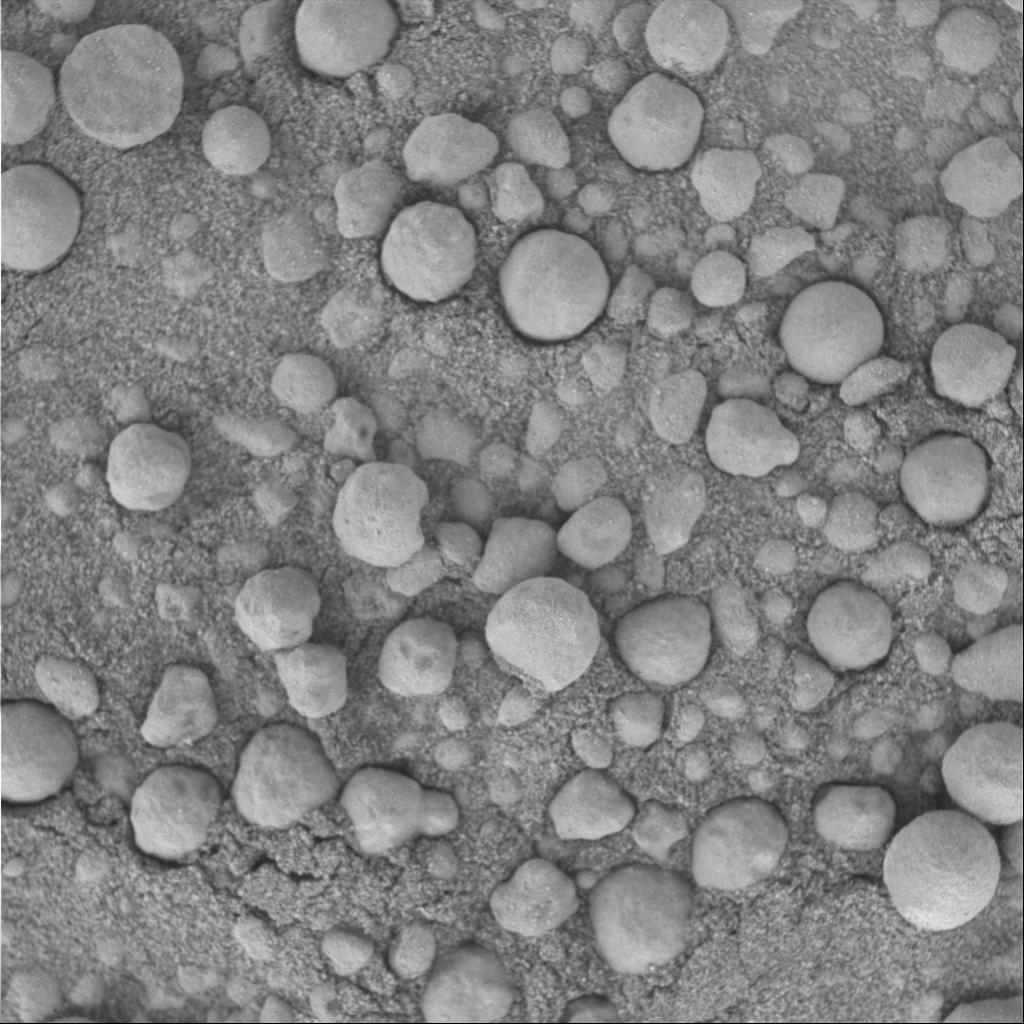
Imagen de esférulas (sol 52).

Las imágenes microscópicas del suelo marciano tomadas por el Opportunity revelaron la existencia de gránulos esféricos. Aparecieron primero en las fotos tomadas el sol 10, cuando el robot dirigió su cámara al suelo marciano. Las formas, por sí solas, no revelan el origen de las partículas con certeza. Varios procesos geológicos pueden conseguir formas redondas, desde la acreción bajo el agua (concreción), hasta los impactos de meteoritos o las erupciones volcánicas que es el más probable de los orígenes.
Por ejemplo, desde un tamaño de 100 μm a más de 250 μm , esférulas similares se encontraron en la Luna en muestras de la tierra traídas por el Apolo 12 en el Océano de las Tormentas, y por el Apolo 14 cerca del Mare Imbrium (Mar de las Lluvias), el cráter oscuro que domina la cara de la Luna y sus propiedades eran consistentes con la formación a partir de impactos por meteoritos.
Las esferas pueden haberse formado cuando la roca fundida se esparció en el aire por la acción de un volcán o por el impacto de un meteorito. O, ellas pueden ser concreciones de material acumulado, que se formó por los minerales disueltos en el agua y que se difunden a través de la roca, según declaró el Dr. Squyres en la conferencia de la prensa del 9 de febrero.
Una de las preguntas sobre las esférulas es si pueden encontrarse en las capas más profundas de la tierra en Marte. Cuando el Opportunity excavó la primera zanja (sol 23), las imágenes de las capas más profundas mostraron las mismas esférulas. Pero a la vez tenían una superficie muy brillante que creó brillos fuertes y luces intensas. 

### El antiguo mar marciano
Tres semanas después de que los científicos anunciaran que en la zona donde aterrizó el robot Opportunity, las rocas se habían formado en presencia de agua, tales como el azufre. El 23 de marzo de 2004, la NASA anunció que ellos creen que el Opportunity no había aterrizado solo en una zona "mojada por el agua", sino en lo que fue una vez una zona costera. "Pensamos que el Opportunity se halla ahora en lo que fue alguna vez la línea de la costa de un mar salado en Marte", dijo Dr. Steve Squyres de la Universidad de Cornell.[cita requerida]
Para llegar a esta conclusión han tomado 150 imágenes microscópicas de una roca y han formado un mosaico y han detectado la presencia de finas capas con características típicas de la erosión causada por ondas de agua similares a las olas de un mar o un lago. Los modelos indican que los granos de arena —clasificados según tamaño de sedimento— se formó por lo menos en una zona con un oleaje del agua de unos cinco cm de profundidad, aunque posiblemente más profundo, y fluyendo a una velocidad de 1 a 5 dm/s", dijo Dr. John Grotzinger, del MIT. El sitio del aterrizaje era probablemente un suelo de sal en el borde de una masa grande de agua y que se cubrió por agua poco profunda. Para Steven Squyres, Opportunity está estacionado en lo que una vez fue la orilla de un mar salado". Se estima la profundidad en 5 cm por lo menos.
Otra evidencia incluye los resultados del cloro y bromo en las rocas que indican que éstas, después de formarse, se empaparon en un agua rica en minerales, posiblemente de fuentes subterráneas. El mayor convencimiento tras los resultados del bromo, las partículas se precipitaron del agua a la superficie de las rocas cuando la concentración de sal subió por encima de la saturación cuando el agua estaba evaporándose.
Un nuevo estudio realizado por la Universidad de Colorado, en Boulder por Thomas Mc Collom y Brian M. Hynek y publicado en la revista Nature en diciembre de 2005, cuestionan seriamente la interpretación dada en 2004 y creen que el pasado puede no haber sido tan húmedo. Proponen que las huellas químicas en el lecho de roca interpretado como un lago salado en Meridiani Planum puede haber sido creada, en cambio, por la reacción generada por las corrientes de vapor de sulfuro moviéndose a través de los depósitos de ceniza volcánica. Este proceso exigiría la presencia de poca agua y durante poco tiempo. La región podría ser más parecida geológicamente a las regiones volcánicas como Yellowstone en América del Norte, Hawái o Europa, que al Gran Lago Salado. Esta hipótesis plantea un ambiente mucho menos propicio a la actividad biológica en Marte que la hipótesis del Dr. Steve Squyres de 2004 a poco de aterrizar el Opportunity.

### Primer perfil de temperatura atmosférica
Durante una conferencia de prensa del 11 de marzo de 2004, los científicos de la misión presentaron el primer perfil de temperatura de la atmósfera marciana. Se obtuvo combinando datos tomados del Mini-TES del Opportunity con los datos del TES a bordo del orbiter Mars Global Surveyor. Esto era necesario porque el Opportunity solo puede medir hasta los 6 km de altura, y la cámara de MGS no puede medir los datos más cercanos a la superficie. Los datos fueron tomados el 15 de febrero (Sol 22) y se distinguen dos juegos de datos: Como el orbiter está en movimiento, algunos datos fueron tomados mientras estaba acercándose al lugar donde estaba el Opportunity y otros cuando se estaba alejando. En el gráfico, estos juegos están marcados "entrante" (color negro) y "saliente" (color rojo). También, los puntos representan los datos del Mini-TES (= robot) y las líneas rectas son los datos del TES (= el orbiter)

### El cráter Endurance

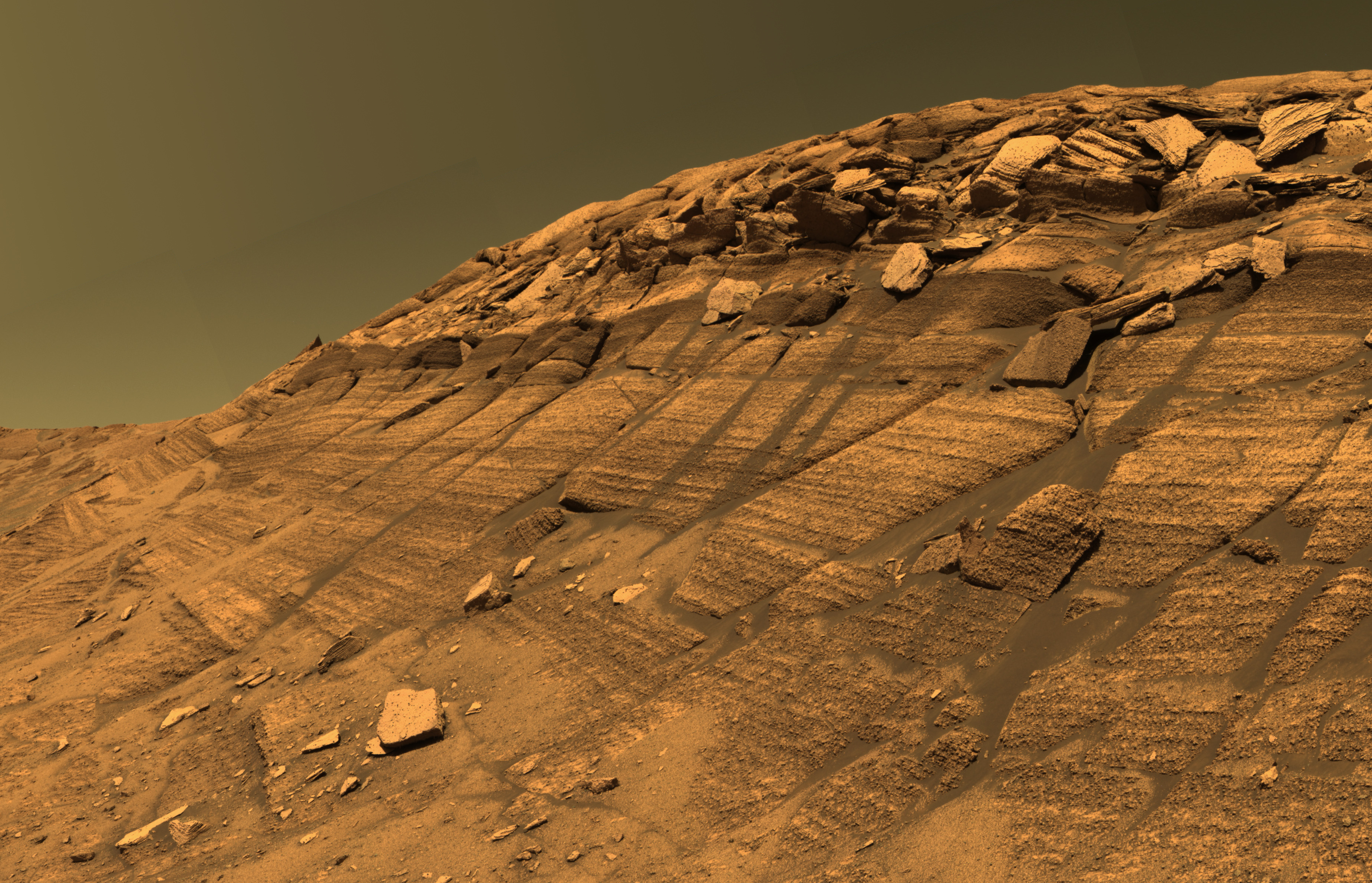
Vista de Burns Cliff dentro del cráter Endurance.

El 20 de marzo de 2004 Bethany Ehlmann de la Universidad de Washington, anunció que el robot probablemente saldría del cráter Eagle en Meridiani Planum dentro de tres días. No ha salido hasta ahora porque dentro del cráter ha encontrado rocas y sedimentos de suficiente interés para los geólogos. Cuando salga avanzará (de 50 a 100 m diarios) mucho más rápidamente que el Spirit porque a diferencia del cráter Gusev, esta zona es muy llana y con pocas rocas.
El 22 de marzo de 2004 el robot Opportunity salió del cráter Eagle tras el fallido intento del día anterior. La superficie del cráter es arenosa y muy resbaladiza. El robot se dirige al cráter Endurance mucho mayor y que se encuentra a 250 m de distancia. El 30 de abril de 2004, Opportunity alcanzó el cráter Endurance, un cráter de 30 m de diámetro. Durante el mes de mayo el robot se movió alrededor del cráter para explorar todas sus áreas. Esto incluyó las observaciones con Mini-TES y la cámara panorámica. Además, se investigó estrechamente, 'la Piedra del León' y se encontró que era similar en composición a las capas encontradas en el cráter del Águila. El 4 de junio de 2004 los miembros de la misión anunciaron su intención de llevar al Opportunity dentro del cráter Endurance, aun cuando puede resultar imposible que vuelva a salir. El blanco de este paseo es una capa de la roca cerca de 'Karatepe' región en que se localizan capas similares a las del cráter del Águila. Un primer intento de entrar en el cráter se hizo el 8 de junio pero el Opportunity  abortó la maniobra ese mismo día. Las capas de roca expuestas dentro del cráter pueden aportar información significativa sobre la historia de un entorno de agua en el pasado.
Se halló que el ángulo de la superficie estaba bien dentro del margen de seguridad (aproximadamente 18°), y empezó la incursión al 'Karatepe'. Durante los soles 134 el (12 de junio), 135, y 137 que el robot penetró más y más profundamente en el cráter, ejecutando el paseo como estaba planeado. El cráter fue investigado desde junio a diciembre de 2004.

Panorama del cráter Endurance.

### Exploración en 2005

#### Escudo térmico y meteorito
Opportunity se dirigió a examinar su propio escudo térmico de protección contra el calor en la entrada a la atmósfera marciana. La suerte quiso que muy cerca de allí se encontrase un meteorito que es el primero identificado en otro cuerpo celeste, ya que en la Luna no se ha identificado ninguno. Para los científicos es un golpe de suerte que tras un pequeño recorrido de unos 2 km por la zona ecuatorial de Marte el robot haya encontrado un meteorito. Se le llamó Roca del Escudo Térmico. La piedra es negra, y del tamaño de un balón de baloncesto. De los análisis con el espectrómetro, resultó rica en níquel y hierro. Después de 25 días de observaciones, el robot se desplazó al "cráter Argo" que dista unos 300 m del escudo térmico.

#### Marcha hacia el Sur
El robot cavó otra zanja en las inmensas llanuras de Meridiani Planum, en el Sol 366, y las observaciones continuaron hasta el Sol 373 (10 de febrero de 2005). El Opportunity se acercó a los cráteres "Alvin" y "Jason" y se encaminó al triple Cráter de Vostok. El 19 de febrero de 2005, Opportunity estableció un récord de distancia en un solo día: 177.5 m . En el Sol 389 (el 26 de febrero de 2005), el robot se acercó al cráter Naturaliste y en el Sol 392 se escogió la piedra llamada "Normandy" para su análisis, permaneciendo allí hasta el Sol 395. En el Sol 399, alcanzó el Cráter de Vostok encontrándolo muy lleno de arena.

#### Atascado en una duna

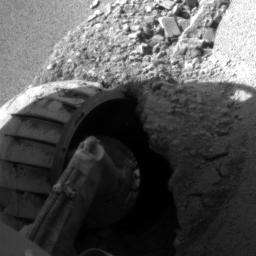
Imagen del sol 469 del Opportunity con su rueda delantera semihundida.

El 26 de abril de 2005 (sol 466) el Opportunity quedó atascado en un médano de solo 3 dm de altura. Tras ensayar las maniobras en Tierra (sala de arena del JPL) y tras varias simulaciones pensadas imitando las propiedades de la arena marciana, el robot ejecutó sus primeros movimientos de la rueda el 13 de mayo (Sol 463), adelantando solo unos cm. Durante el Sol 465 y 466 se ejecutaron más órdenes. Al final de cada movimiento, se tomaron imágenes panorámicas para investigar el campo de dunas circundante. La maniobra se completó con éxito el 4 de junio (Sol 484), cuando las seis ruedas de Opportunity quedaron libres, casi cinco semanas después del atasco.

#### El cráter Erebus

Panorama desde el borde del cráter Erebus.

El robot estudió el cráter Erebus entre octubre de 2005 y marzo de 2006. Erebus es un cráter grande, poco profundo, parcialmente enterrado y una escala en su viaje al sur hacia el cráter Victoria. Operando ahora en un modo restringido, para prevenir nuevos atascos en dunas, solo puede cubrir aproximadamente 30 a 50 m cada sol. El robot cavó numerosas zanjas alrededor del cráter de Erebus.
En el sol 628 (el 3 de noviembre de 2005) el robot se encontró en medio de una suave tormenta del polvo que duró tres días. Opportunity usó el modo de protección durante la tormenta pero no podría tomar ninguna imagen. La tormenta limpió el polvo de los paneles y la nave pasó a producir alrededor de 720 Wh (80 % del máximo). En el sol 649 (el 1 de diciembre de 2005), fue descubierto un problema en el motor que mantiene el brazo robótico cerrado. Se tardó casi dos semanas en arreglarlo. Desde entonces, el brazo solo se guarda para el viaje y se mantiene por la noche extendido.

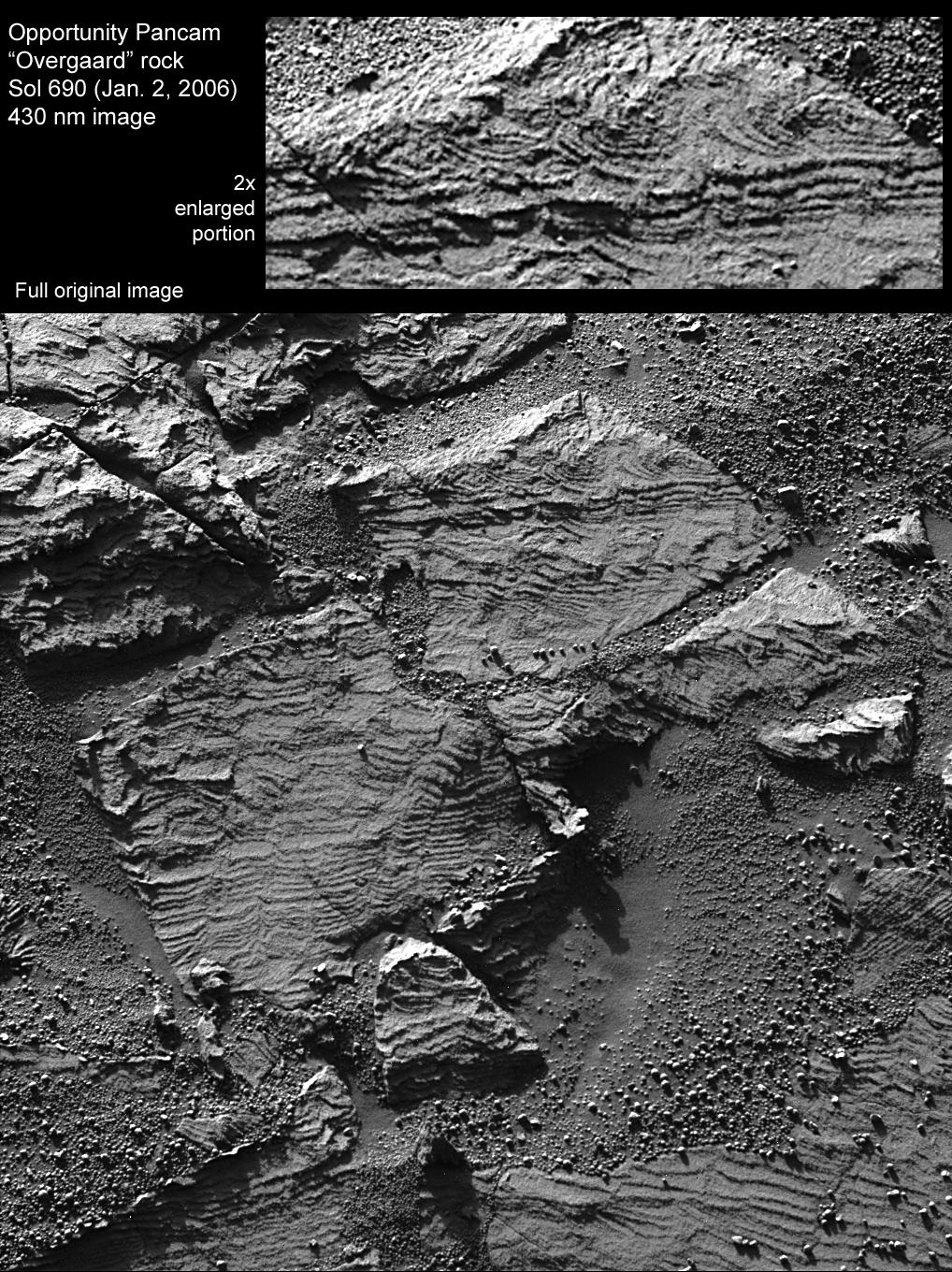
Overgaard es una roca que muestra muchas estructuras sedimentarias interesantes, incluyendo «los mejores rizos que hemos visto en toda la misión», según dijo Squyres.
La presencia de los pequeños y sinuosos rizos se producen en la Tierra únicamente por la acción del agua. Una laminación cruzada acucharada similar y otras tramas sedimentarias en capas similares son también visibles en otras rocas cerca del borde de Erebus. Créditos: NASA/JPL-Caltech/Cornell

En Sol 690 (2 de enero de 2006), Opportunity tomó mediante la PanCam, al borde del cráter Erebus, imágenes de la roca Overgaard que presenta una serie de festones impresos que los investigadores atribuyeron a los restos que han quedado de pequeñas (centimétricas) dunas de arena subacuáticas formadas hace mucho tiempo en aguas poco profundas de la superficie de Marte.
El  Opportunity  apuntó sus cámaras hacia el cielo y observó el Tránsito de Fobos y el Tránsito de Deimos por el disco solar. También fotografió la Tierra en el cielo, apareciendo como una estrella luminosa. El 12 de enero de 2005, pudieron observar el tránsito del planeta Mercurio desde Marte. Los robots pudieron observar los tránsitos de Deimos por el Sol, pero los 2' el diámetro angular, Deimos es aproximadamente 20 veces más grande que los 6.1" del diámetro angular de Mercurio. Las efemérides generadas por JPL Horizons indicó que el Opportunity podría observar el tránsito desde la salida hasta el ocaso local aproximadamente a las 19:23 TUC momento, en que el Spírit podría observarlo desde la salida local del sol a las 19:38 TUC hasta el fin del tránsito.

### Exploración en 2006
El Opportunity colaboró con la Misión de Marte europea usando el espectrómetro de emisión termal y la cámara panorámica, y tomó imágenes de un tránsito por el sol por Phobos. En el sol 760 (el 22 de marzo de 2006), empezó a ir a su próximo destino, el cráter Victoria. Hasta el sol 809 (4 de mayo de 2006) el Opportunity había recorrido 7575,51 m por la superficie marciana.
En su recorrido por la planicie Meridiani el Opportunity encontró rocas que cuentan una historia de lagos poco profundos, períodos secos con existencia de dunas vivas y cambios en el nivel freático, según se informa en la revista Science. Los minerales estudiados por los instrumentos del robot indican que en la antigüedad, la planicie Meridiani , tenía agua subterránea muy ácida y que por su superficie fluyó agua en abundancia durante cortos periodos.

#### El cráter Victoria

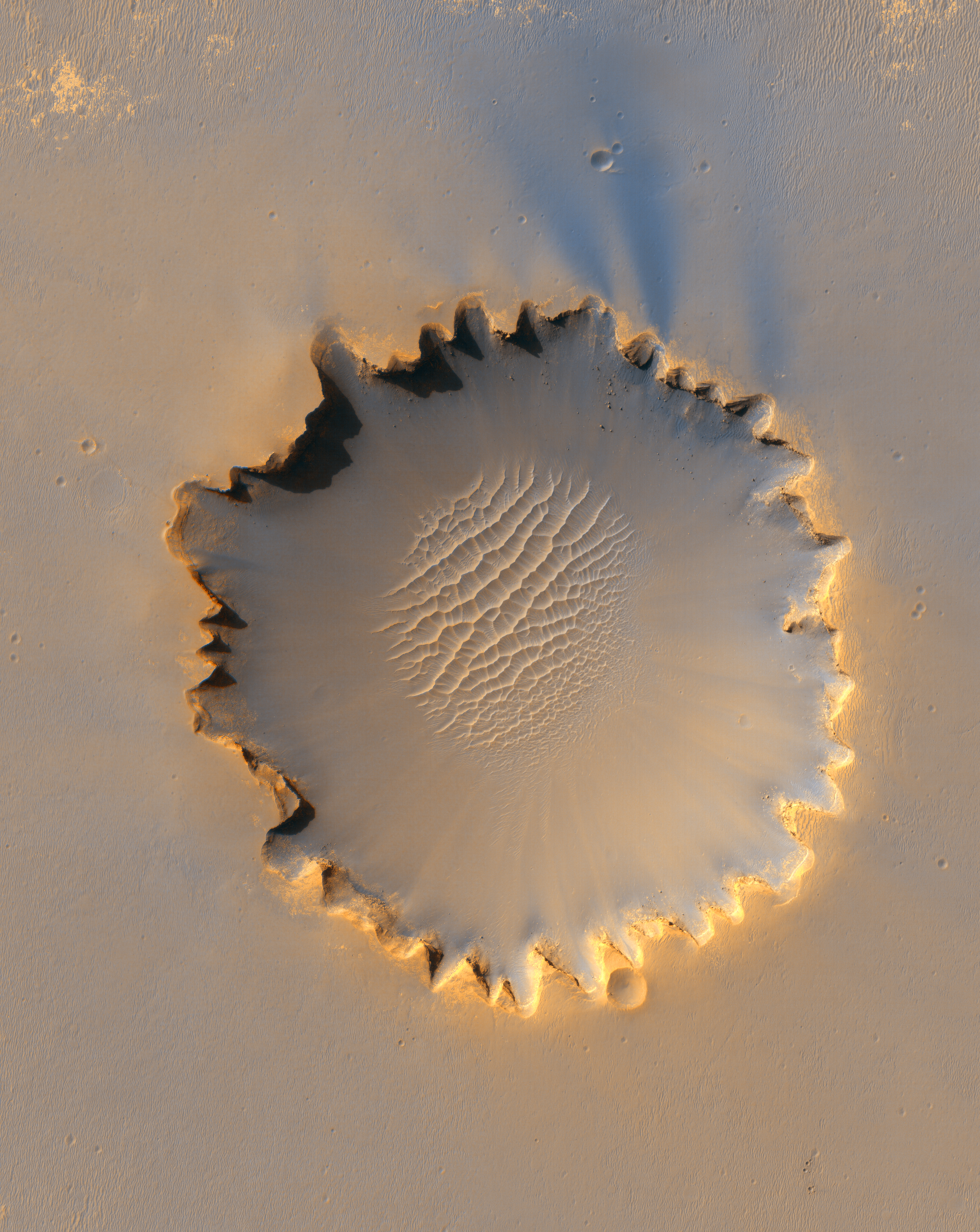
Imagen del cráter Victoria lograda por la nave MRO.

Tras recorrer ocho km en dos años y medio, el robot Opportunity llegó al borde del cráter Victoria el 27 de septiembre de 2006. Tan pronto alcanzó el borde el robot envió imágenes del interior donde se observa el borde opuesto del cráter a unos 800 m y médanos en su interior. Los científicos observarán el cráter desde diferentes puntos alrededor del borde, lo que permitirá a los ingenieros trazar la mejor ruta para entrar al cráter.
El cráter Victoria, un cráter de impacto a aproximadamente 7 km del lugar donde aterrizó el Opportunity, tiene unos 750 m de diámetro (seis veces más grande que el cráter Endurance) y 70 m de profundidad.
Opportunity estudió en el cráter Endurance estratos de 7 m. Imágenes del orbitador Mars Global Surveyor de la NASA, muestran las paredes del cráter Victoria con afloramientos de capas de roca de aproximadamente 30 a 40 m de espesor.

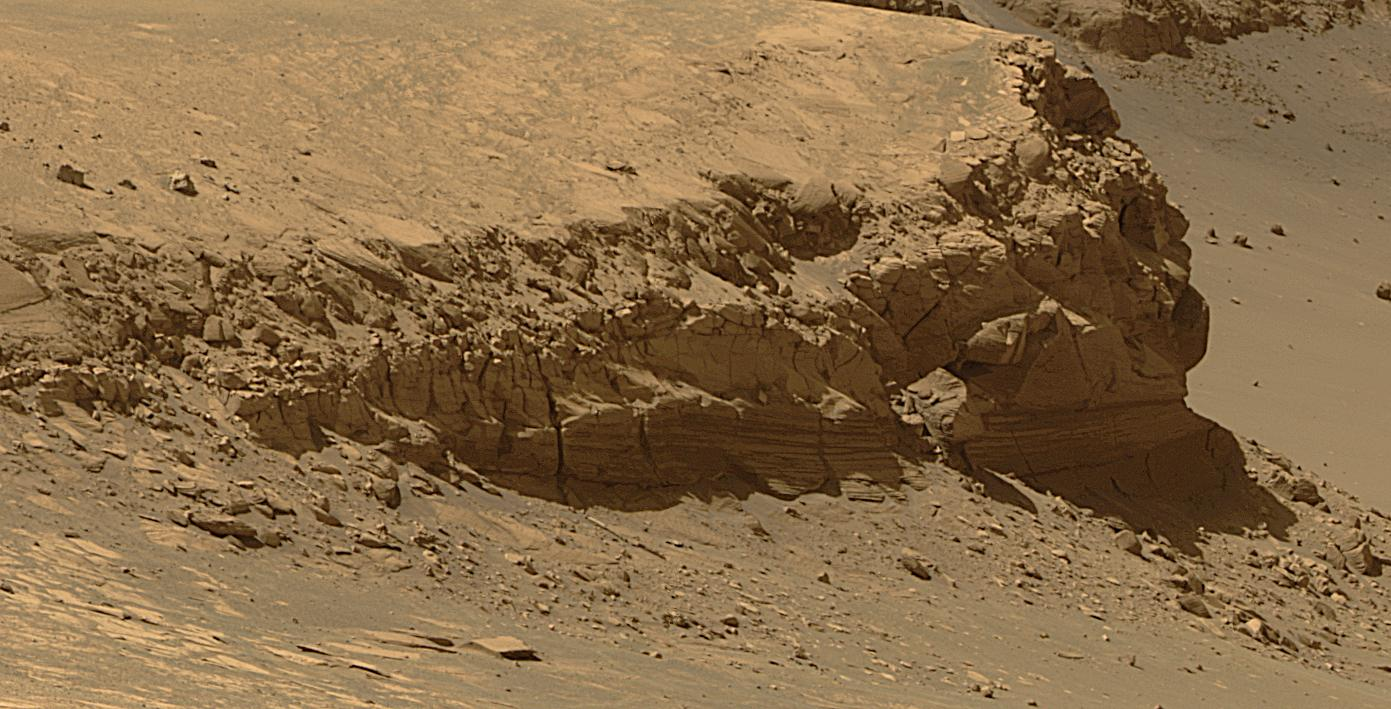
Depósitos de Cabo Verde en el borde del cráter Victoria, fotografiados el 28 de septiembre de 2006.

El 6 de octubre de 2006 la nave espacial Mars Reconnaissance Orbiter (MRO), consiguió una imagen de alta resolución, donde es posible detectar la figura plateada del robot Opportunity de la NASA en el borde del cráter Victoria y el trazo de su trayectoria en el suelo marciano. Mientras, el robot desde el suelo lograba fotografiar los estratos de Cabo Verde y Cabo Frío, dos accidentes del borde del cráter. Los estratos de Cabo Verde tienen una altura de 6 m y están fotografiados desde Duck Bay que dista unos 50 m de los estratos. La parte más lejana del promontorio está a unos 100 m de distancia.

### Exploración en 2007
En junio de 2007 tras estudiar detenidamente las distintas vías de acceso al interior del cráter, se decidió que Opportunity entrase en el cráter aún arriesgándose a que no pudiese salir. Pero tras haber explorado Marte durante tres años y medio en misiones diseñadas originalmente para tres meses, un acontecimiento no previsto estuvo a punto de acabar con los dos robots: una severa tormenta de polvo de carácter global.

#### La tormenta de polvo
Los dos rovers de la NASA vivieron en julio de 2007 su mayor desafío. Durante casi un mes, una serie de severas tormentas de polvo del verano de Marte afectaron los paneles solares del Opportunity y, en grado menor, a su gemelo, Spirit. El polvo de la atmósfera de Marte sobre el Opportunity bloqueó el 99 % de luz directa del Sol recibida por el robot, liberando solo una difusa luz limitada para accionarlo. Antes de que la tormenta empezase a bloquear la luz solar Opportunity estaba produciendo cada día 700 Wh, lo suficiente como para mantener encendido una lámpara de 100 W×7 h. Cuando el polvo empezó a oscurecer el cielo la energía producida por los paneles bajó a 400 Wh y los responsables del vehículo suspendieron todas sus operaciones, dejaron de enviarle órdenes para desplazarse o hacer observaciones científicas. El 17 de julio de 2007, la energía producida bajó a 148 Wh, y al día siguiente bajó a 128 Wh por lo que los técnicos enviaron al robot la orden de interrumpir incluso las comunicaciones con la Tierra con el fin de ahorrar energía. Esta fue la primera vez que los rovers han sido instruidos para saltarse las comunicaciones por más de un día para ahorrar energía. Los ingenieros calculan que sin las sesiones de comunicación, la energía diaria necesaria será menor de los 130 Wh.

#### Entrada, exploración y salida del cráter Victoria
El Opportunity entró al cráter Victoria el 11 de septiembre de 2007. El robot transmitió su información utilizando al orbitador Mars Odyssey de la NASA, como repetidor. Opportunity caminó cerca de 4 m y sus seis ruedas quedaron más allá del borde del cráter. Luego se desplazó hacia atrás cuesta arriba unos 3 m.
El rover Opportunity alcanzó el 27 de septiembre de 2007 su primer objetivo científico dentro del Cráter Victoria. Opportunity descendió la pendiente interior del cráter de 800 m de diámetro hasta llegar a una banda de lechos de rocas relativamente brillantes que están expuestas en la pendiente hacia abajo.
El 28 de agosto de 2008 el equipo de conducción del Opportunity usó las propias huellas de ingreso al cráter hechas cerca de un año atrás como la senda para sacarle del cráter. Tras trepar 6.8 m hasta el borde del cráter a través de la pendiente arenosa interna del cráter Victoria, el robot alcanzó la planicie. La conducción a la salida fue realizada completando una serie de desplazamientos de unos 50 m. Durante el año que ha estado dentro del cráter el robot exploró los sedimentos de Cabo Verde unos depósitos sedimentarios de 6 m de altura, llegando a la conclusión de que se han formado por la acción del viento, aunque fueron transformados posteriormente por contacto con agua.

### Exploración en 2009
El 18 de julio de 2009, el equipo de científicos vio una roca oscura y de extraña forma, de alrededor de 0.6 m de ancho, que podría ser un meteorito. La roca fue denominada Isla Bloque, y estaba en la dirección opuesta de la que se estaba dirigiendo. El robot, entonces, tuvo que dar marcha atrás unos 250 m para estudiarla más de cerca. Los científicos estudiaron la roca con el espectrómetro de rayos X de partículas alfa para obtener mediciones de la composición y confirmar si efectivamente se trataba de un meteorito.
En 2009, tras más de cinco años en Marte, el Opportunity continúa sus labores de investigación.

### Exploración en 2010
Un cráter del tamaño de un campo de fútbol en Marte
El robot Mars Exploration Rover Opportunity de la NASA se ha topado con un cráter del tamaño de un campo de fútbol, con unos 90 m de diámetro. El equipo del rover planea utilizar las cámaras y los espectrómetros durante las próximas semanas para examinar las rocas en el cráter, que han bautizado informalmente con el nombre de 'Santa María'.
Un mosaico de cuadros de imágenes tomadas por la cámara de navegación del Opportunity el 16 de diciembre muestra el borde afilado del cráter y rocas expulsadas por el impacto que excavó el cráter.
Opportunity completó su misión principal de tres meses en Marte en abril de 2004 y ha estado trabajando desde entonces en misiones extendidas. Después de las investigaciones en Santa María, el equipo del rover planea reanudar un viaje de largo recorrido hasta el borde del cráter Endeavour, que tiene unos 22 km de diámetro.

### Exploración en 2011
El 9 de agosto de 2011 Opportunity acabó el viaje de 21 km, hasta el borde del cráter Endeavour, un lugar que los científicos han llamado Spirit Point, en honor a su robot gemelo Spirit. El largo viaje, lleno de paradas para efectuar trabajos científicos, sin embargo, ha llegado a su final con completo éxito, y ahora el robot se encuentra en el borde del cráter, preparado para nuevas exploraciones. Comparado con el cráter Victoria, que el vehículo investigó de forma intensa, el Endeavour es 25 veces más grande. Dado que el Opportunity dejó atrás hace mucho tiempo su vida útil esperada (debía durar tres meses), los ingenieros que lo controlan, después de explorar el interior del Victoria, decidieron dirigirlo hacia el Endeavour, sin garantía alguna de que llegara a alcanzarlo.
La misión MRO, que se halla alrededor del planeta, fotografió con su potente cámara el interior del Endeavour, y descubrió materiales arcillosos, que pudieron haberse formado durante un período de la historia del planeta más cálido y húmedo. El Opportunity tratará de observar muestras de este tipo de terreno, que dará pistas sobre un entorno potencialmente habitable en el pasado distante de Marte .

### Exploración en 2012

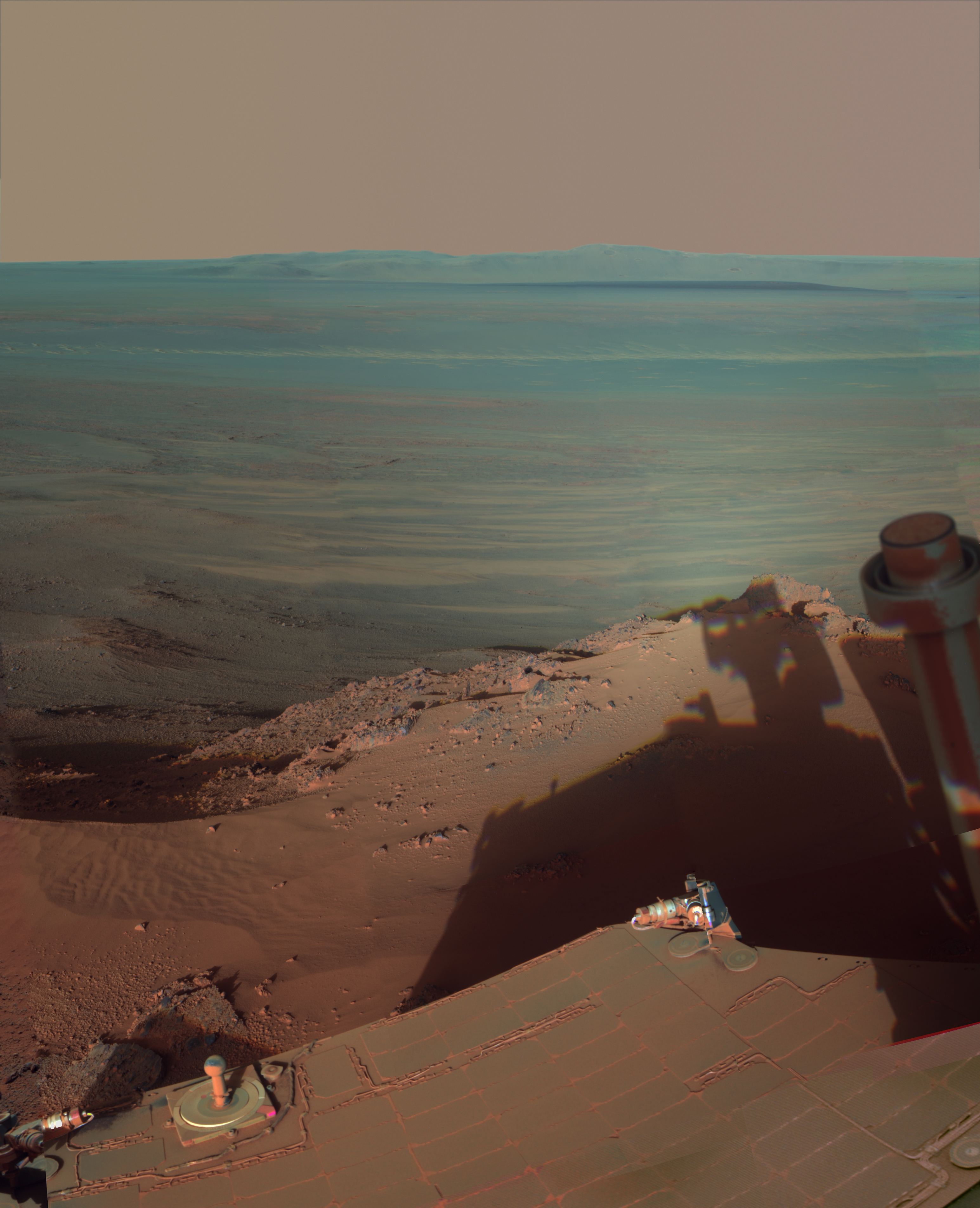
Vista sobre el cráter Endeavour, capturado por el Opportunity, marzo de 2012.

En enero de 2012, el rover ha devuelto datos de Greeley Haven, nombrado por el geólogo Ronald Greeley, mientras que soportaba su 5.º invierno marciano. Se estudió el viento de Marte, que ha sido descrito como "el proceso más activo en Marte hoy en día", y llevó a cabo un radio experimento científico. Se midieron cuidadosamente las señales de radio, las oscilaciones en la rotación de Marte pueden mostrar si el planeta tiene un interior sólido o líquido. El lugar de trabajo de invierno se encuentra en el segmento de Cabo de York del borde del cráter Endeavour. Opportunity llegó a la orilla de los 22 km de ancho del cráter, en agosto, después de tres años de viaje desde el pequeño cráter Victoria, que se estudió durante dos años.
En el Sol 2852 (1 de febrero de 2012) la producción de energía desde el panel solar fue de 270 Wh, con una opacidad atmosférica (Tau) en Marte de 0,679, un factor de polvo en los paneles solares de 0,469, con odometría total en 34,36 km. En marzo (en torno a Sol 2890), la roca 'Amboy' fue estudiada con el espectrómetro Mössbauer y la cámara microscópica, y se midió la cantidad de gas argón en el aire marciano. El solsticio de invierno de Marte entre el 30 de marzo de 2012 (Sol 2909) y el 1 de abril fue un pequeño y limpio acontecimiento. En el Sol 2913 (3 de abril de 2012) la producción de energía de los paneles solares fue de 321 Wh.
La misión de la Mars Opportunity continuó, y el 1 de mayo de 2012 (Sol 2940), la producción de energía había aumentado a 365 Wh, con un factor de polvo en los paneles solares de 0,534. El equipo preparó el vehículo para el movimiento y terminó la recolección de datos en la roca Amboy. 60 pasadas de radio Doppler se realizaron durante el invierno.
En diciembre de 2012 se dio a conocer que el rover había encontrado la piedra más antigua conocida en el sistema solar. Esta piedra contenía minerales lo cual prueba que en Marte hubo agua potable hace millones de años, ya que el agua con un pH medio en contacto con rocas causa minerales. Esta agua teóricamente habría podido beberse ya que tenía un pH medio, por lo que se especula que en Marte podría haber existido vida.

### Exploración en 2013
En mayo de 2013 Opportunity estudió la roca Esperance, probablemente formada por filosilicatos durante el antiguo Periodo Noeico (hace 3700-4000 millones de años), otro tipo de minerales arcillosos formados en agua con un pH neutro.

### Exploración en 2014
El rover Opportunity cumple 10 años de servicio en el planeta rojo. El 28 de julio de 2014, se anunció que Opportunity , que había recorrido más de 40 km, se había convertido en el rover que había alcanzado la distancia más larga fuera de la tierra, superando el récord anterior de 39 km en la Luna del rover Lunokhod 2.

### Exploración en 2015
El 24 de marzo de 2015, Opportunity superó los 42,195 km recorridos desde su llegada al planeta Marte (Maratón). Se convierte en el rover que más ha viajado por el suelo de otro mundo.

### Exploración en 2016
El 25 de enero de 2016, el rover cumplió 12 años de servicio y continúa sus labores.

### Exploración en 2017
El 25 de enero de 2017, el rover cumplió 13 años de servicio y continúa sus labores.

### Exploración en 2018 y fin de misión
El 16 de febrero de 2018, el rover superó los 5000 días marcianos, explorando el valle de la Perseverancia. 
El 10 de junio de 2018, el vehículo tuvo que verse obligado a entrar en estado de hibernación debido a la formación de una tormenta sin precedentes en el Hemisferio Norte, llegando a cubrir buena parte del planeta rojo. A finales de septiembre la NASA pudo volver a localizar al rover Opportunity, aunque la comunicación permaneció rota. Tras el fin de la tormenta, a principios de octubre, el rover seguía sin comunicarse con la tierra, lo que sugería una falla mayor del sistema o que una capa de polvo había cubierto los paneles solares, lo que impedía cargar sus baterías. El equipo de control de misión mantenía las esperanzas de que fuese el último caso, ya que el viento finalmente limpiaría los paneles solares, algo que ya había pasado anteriormente. El 8 de enero de 2019, se detectaron fuertes vientos en la zona donde se encontraba el rover, sin embargo no hubo señales de Opportunity. El 26 de enero de 2019, el equipo de control de misión anunció un plan para comenzar a transmitir un nuevo conjunto de comandos al rover en caso de que su receptor de radio fallara. Para el 6 de febrero de 2019, se realizaron más de 835 intentos de comunicación sin obtener respuesta por parte del rover. Un último intento de comunicación se llevó a cabo el 12 de febrero de 2019. Funcionarios de la NASA llevaron a cabo una conferencia de prensa el 13 de febrero de 2019, declarando que la misión de Opportunity había terminado oficialmente. El administrador asociado de la NASA Thomas Zurbuchen declaró: 

Estoy aquí, con un profundo sentimiento de agradecimiento y gratitud, y declaro que la misión de Opportunity está completa.

## Superlativos
Elevación más alta
En Sol 3894 (6 de enero de 2015), la Opportunity llegó a la cima de "Cabo Tribulación", que se encuentra a 443 pies (135 m) sobre el nivel de "Botany Bay" y el punto más alto alcanzado por el rover en el borde occidental del Endeavor Cráter de acuerdo con NASA.

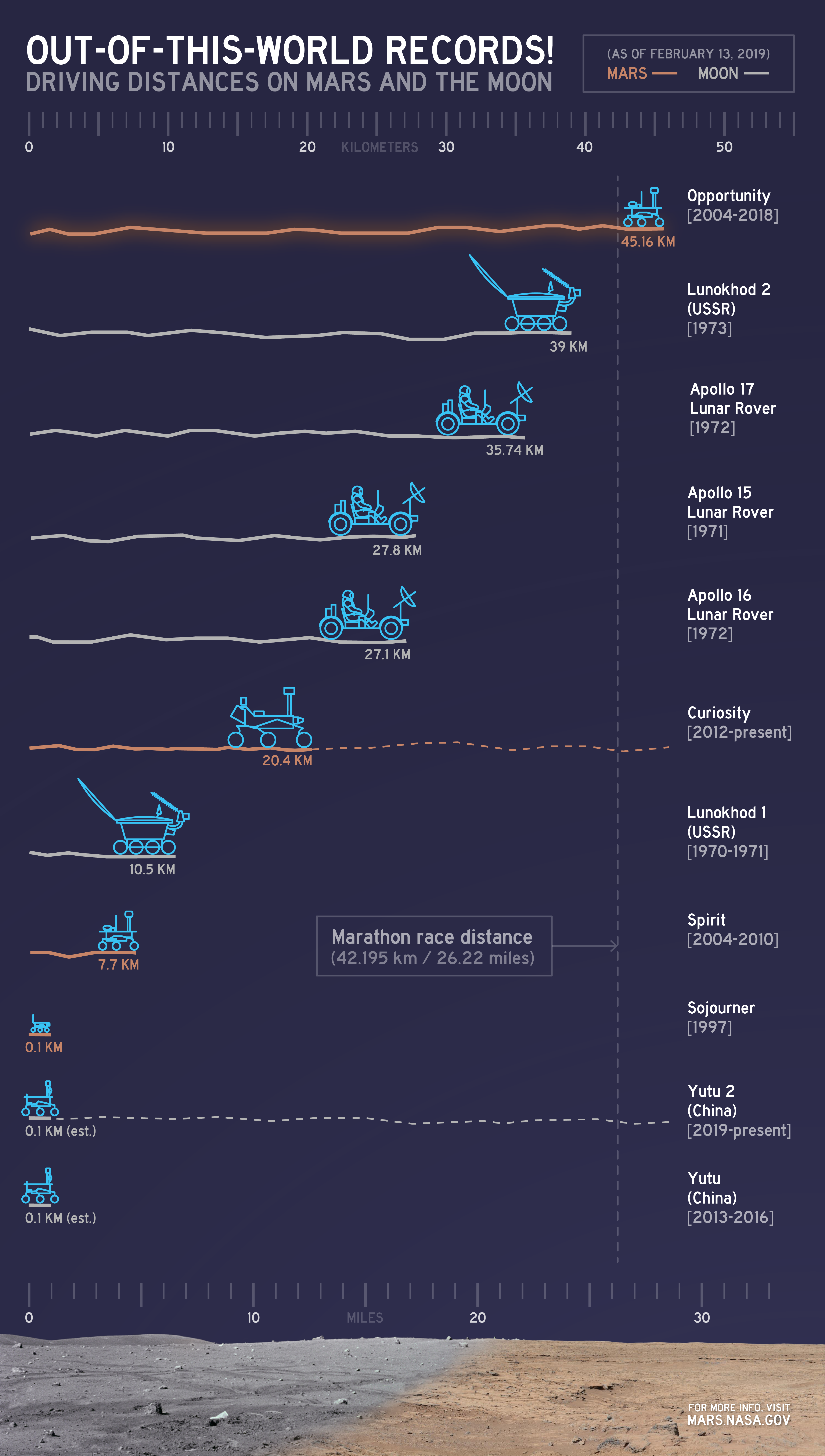
Registro de distancia de Opportunity, en comparación con otros rovers.

Distancia recorrida

## Imágenes
El móvil puede tomar fotografías con sus diferentes cámaras, pero solo la cámara PanCam tiene la capacidad de fotografiar una escena con diferentes filtros de color. Las vistas panorámicas generalmente se crean a partir de imágenes de PanCam. A partir del 3 de febrero de 2018, Opportunity había devuelto 224 642 fotos.

### Puntos de vista
|                                                             |
| Módulo de aterrizaje vacío, la Challenger Memorial Station. |

|                                                 |
| Vista de Pancam desde agosto de 2012 (Sol 3058) |

|                                                                                         |
| El punto de Solander es visible en el horizonte; primer plano muestra la bahía botánica |

|                                                                               |
| Opportunity en el Cráter Endurance (vista simulada basada en imágenes reales) |

|                                |
| Vista trasera (agosto de 2010) |

### Panoramas
Una selección de panoramas de la misión:

### Imágenes microscópicas
| |
| "Arándanos" (esferas de hematites) en un afloramiento rocoso en Eagle Cráter. Tenga en cuenta el triplete fusionado en la parte superior izquierda. |

| |
| "Newberries": esta vista muestra un área de aproximadamente 6 centímetros de ancho. Fue tomada en un afloramiento llamado "Kirkwood" en el cabo York en el borde del cráter Endeavour en Marte. Las esferas que se ven aquí son de unos 3 milímetros de diámetro. El Imaging microscópico tomó esta imagen en el sol 3064. |

### Desde la órbita
| |
| Sitio de aterrizaje Oportunidad , módulo de aterrizaje, fotografiado por MRO (29 de noviembre de 2006) |

| |
| Lugar de aterrizaje, paracaídas y carcasa trasera de Oportunity, como lo muestra MRO (29 de noviembre de 2006) |

|                                                                                                  |
| Lugar de aterrizaje de Opportunity escudo térmico, como lo muestra MRO (29 de noviembre de 2006) |

| |
| Opportunity (en un círculo) como se ve por HiRISE el 29 de enero de 2009. Endeavour Cráter está a 17 km (10,6 mi) away. |

### Mapas del área

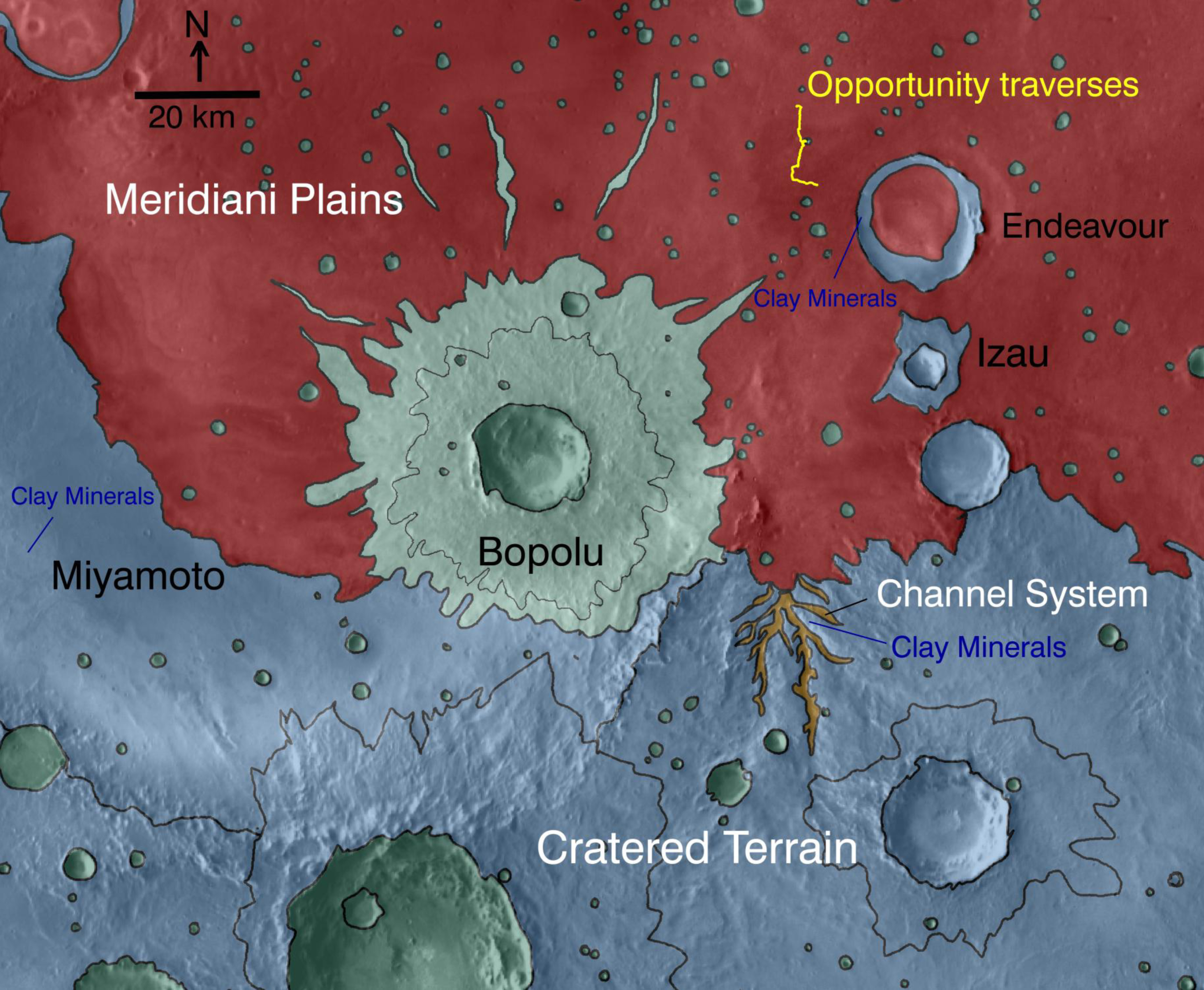
Este mapa, codificado por colores para los minerales (CRISM) y anotado, muestra el recorrido del rover hasta aproximadamente 2010 con algunas características cercanas señaladas.

|                                                                                  |
| Opportunity elipse de aterrizaje en Meridiani Planum, cerca del cráter Endeavour |

| |
| Este mapa geológico creado a partir de los datos del instrumento CRISM de MRO desde la órbita, ofrece una visión general de algunas de las geologías en el área que MER-B está explorando. |

### Mapas transversales
Un ejemplo de un mapa transversal del rover que muestra una línea que muestra la ruta del rover y los soles de misión, que son días de Marte contados desde su aterrizaje y típicos de los informes de tiempo de misión en la superficie de Marte. Las líneas topográficas y varios nombres de características también son comunes.
|                                                            |
| Mapa transversal de Opportunity del Sol 405 al 528 (2005). |

|                                                                          |
| Mapa transversal de Opportunity desde sol 1 (2004) hasta sol 2055 (2009) |

|                                                                              |
| Mapa transversal anotado de Opportunity al 8 de diciembre de 2010 (Sol 2442) |

|                                                                                      |
| Mapa transversal anotado de Opportunity' a partir del 11 de junio de 2014 (Sol 3689) |

| |
| Opportunity atraviesa en Cabo York desde Sol 2678 a Sol 3317 con algunas anotaciones adicionales de las características principales. |